# راي باريتو
راي باريتو (بالإسبانية: Raymond Barretto Pagán)‏ هو عازف جاز وملحن أمريكي، ولد في 29 أبريل 1929 في بروكلين في الولايات المتحدة، وتوفي في 17 فبراير 2006 في هاكينساك في الولايات المتحدة.

## وصلات خارجية
- راي باريتو على موقع IMDb (الإنجليزية)
- راي باريتو على موقع ميوزك برينز (الإنجليزية)
- راي باريتو على موقع أول ميوزيك (الإنجليزية)
- راي باريتو على موقع ديسكوغز (الإنجليزية)